# Alberto Volpi
Pour les articles homonymes, voir Volpi.
Alberto Volpi (né le 9 décembre 1962 à Saronno, Lombardie) est un ancien coureur cycliste italien. Il est actuellement directeur sportif de l'équipe Bahrain-Merida.

## Biographie
Alberto Volpi devient professionnel en 1984 et le reste jusqu'en 1997. Il remporte 5 victoires au cours de sa carrière. En 1998, il devient directeur sportif dans l'équipe Riso Scotti puis de Vini Caldirola en 1999, de Fassa Bortolo de 2000 à 2005, de l'équipe Barloworld de 2006 à 2009. En 2010, il intègre l'encadrement de l'équipe Liquigas-Doimo, qui devient Cannondale en 2013.
Au mois de novembre 2016, il s'engage avec la formation Bahrain-Merida.

## Palmarès

### Palmarès amateur
- 1980
  - 3e du Trofeo Buffoni
- 1982
  - Coppa Colli Briantei Internazionale
  - Susa-Pian del Frais
  - Rho-Macugnaga
  - 1re étape du Tour de la Vallée d'Aoste
  - 2e du Gran Premio Colli Rovescalesi
  - 3e de la Freccia dei Vini
- 1983
  - Gran Premio Bongioanni
  - Coppa Colli Briantei Internazionale
  - Grand Prix Santa Rita
  - 1re et 4e étapes du Tour de la Vallée d'Aoste
  - 2e du Tour de la Vallée d'Aoste
  - 3e de la Freccia dei Vini
- 1984
  - 2e du Gran Premio della Liberazione
  - 2e de la Freccia dei Vini

### Palmarès professionnel
- 1985
  -  Classement du meilleur jeune du Tour d'Italie
  - Grand Prix de la ville de Camaiore
  - 2e du Tour des Apennins
  - 3e du Tour du Latium
  - 10e du Tour d'Italie
- 1986
  - 2e du Tour de Vénétie
- 1987
  - 2e du Tour des Apennins
  - 9e de la Flèche wallonne
- 1988
  - 3e du Tour des Apennins
- 1989
  - Tour de Calabre :
    - Classement général
    - 1re étape

  - 3e du Tour de Campanie
- 1991
  - 6e du Tour de Lombardie
- 1993
  - Wincanton Classic
  - 3e de la Classique de Saint-Sébastien
  - 8e de Tirreno-Adriatico
- 1994
  - 4e de l'Amstel Gold Race
- 1995
  - 3e étape du Tour de France (contre-la-montre par équipes)
- 1997
  - 3e étape du Tour de l'Alentejo
  - 2e du Grand Prix de Chiasso

## Résultats sur les grands tours

### Tour de France
3 participations
- 1989 : non-partant (13e étape)
- 1990 : 74e
- 1995 : 65e, vainqueur de la 3e étape (contre-la-montre par équipes)

### Tour d'Italie
12 participations
- 1985 : 10e,  vainqueur du classement du meilleur jeune
- 1986 : abandon (16e étape)
- 1987 : 23e
- 1988 : 19e
- 1989 : abandon (11e étape)
- 1990 : 38e
- 1992 : 29e
- 1993 : 24e
- 1994 : 35e
- 1995 : 45e
- 1996 : abandon (13e étape)
- 1997 : 17e

### Tour d'Espagne
1 participation
- 1991 : non-partant (10e étape)

## Distinctions
- Mémorial Gastone Nencini (révélation italienne de l'année) : 1985